# Trematosphaeria
Trematosphaeria är ett släkte av svampar som beskrevs av Karl Wilhelm Gottlieb Leopold Fuckel. Trematosphaeria ingår i familjen Melanommataceae, ordningen Pleosporales, klassen Dothideomycetes, divisionen sporsäcksvampar och riket svampar.
Kladogram enligt Dyntaxa:
| Trematosphaeria | \| \| Trematosphaeria hydrela \| \| \| \| |
|                 | \| \| Trematosphaeria hydrela \| \| \| \| |
|                 | Anomalemma                                |
|                 |                                           |
|                 | Byssosphaeria                             |
|                 |                                           |
|                 | Karstenula                                |
|                 |                                           |
|                 | Melanomma                                 |
|                 |                                           |
|                 | Ohleria                                   |
|                 |                                           |
|                 | Pseudotrichia                             |
|                 |                                           |
|                 | Trematosphaeria hydrela                   |
|                 |                                           |

|  | Trematosphaeria hydrela |
|  |                         |